# Hambleden Mill

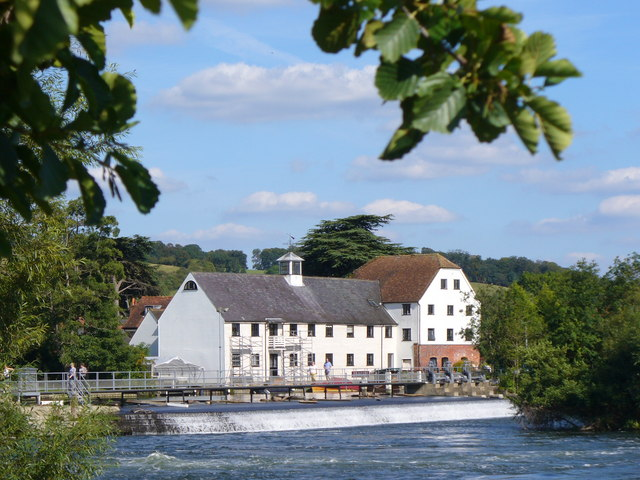
Hambleden Mill und Wehr.

Die Hambleden Mill ist eine historische Wassermühle an der Themse bei Mill End in der Grafschaft Buckinghamshire in England.
Sie liegt am Hambleden Lock und ist in ein Haus mit Wohnungen umgebaut worden. Seit 1955 ist sie ein Grade II geschütztes Bauwerk.
Die Mühle wird im Domesday Book mit einer Pacht von 1 £ pro Jahr erwähnt. Vor 1235 wurde sie an die Keynsham Abbey übertragen.